# Nectophrynoides wendyae
Nectophrynoides pseudotornieri é uma espécie de sapo da família Bufonidae. Ele é endêmico na Tanzânia. Está ameaçado com a perda do seu habitat.